# Столац
Столац је град и сједиште истоимене општине смештен у југоисточном дијелу Босне и Херцеговине, на крајњем истоку Херцеговачко-неретванског кантона, на самој граници са Републиком Српском. Град је настао на обалама ријеке Брегаве, окружују га планина Хргуд и Видово поље. Сам прилаз Стоцу са западне стране је Дубравска висораван, која је специфична и позната по брескви и надасве дубравском виноградарству по којем су позната столачка вина. На истоку су Дабарско поље и општина Берковићи (Република Српска), подручје познато по квалитетним прерађевинама од меса, а на југоистоку градић и општина Љубиње (такође у Републици Српској), надалеко чувено по најквалитетнијем дувану у свету — „херцеговачкој шкији”. У Стоцу постоје трагови живота од пре 3.500 година, колико су стари последњи познати налази илирског града Даорсона.
Према прелиминарним подацима пописа становништва 2013. године, у насељеном месту Столац пописано је 3.957 лица.

## Историја
Назив Столац добио је релативно касно — први познати податак је из XV века, те се развој Стоца прати кроз неколико назива. Најстарији назив је Даорсои, односно Даорсон, илирски град у селу Ошањићи изнад Стоца (IV-III вијек п. н. е.). Следи римски Dillintum, затим castrum Vidoskij и loco dicto Stolaz, па Vidosich, Видоски град, османско Илце и Истолце, потом Видоска и коначно Столац. Пошто се крај налази у медитеранском поднебљу успевале су све врсте воћа, а највише грожђа.
За вријеме грађанског рата у Босни и Херцеговини град је претрпео доста штете. Срушена је православна црква из 1870. године, једна од најстаријих џамија султана Селима из 1519, а уништени су и многи други споменици. Скоро целокупна популација Срба, којих је до 1992. у Стоцу било скоро као и Бошњака, а далеко више него Хрвата, избегла је на почетку рата. Срби су доживели погром и за вријеме Другог свјетског рата од стране усташа. У близини се налази село Пребиловци које је синоним за српска страдања у Другом светском рату.

### Други свјетски рат
Маја и јуна 1941. у Стоцу и у многим другим местима Херцеговине масовно су одвођени Срби.

### Одбрамбено-отаџбински рат
Хрватске снаге (ХВО и војска РХ) извршиле су напад на српска села у источној Херцеговини, на територији општине Српски Столац 2. децембра 1992.

## Становништво
|                      | 2013.          | 1991.           | 1981.           | 1971.           |
| Укупно               | 3 816 (100,0%) | 5 530 (100,0%)  | 5 210 (100,0%)  | 3 809 (100,0%)  |
| Бошњаци              | 2 647 (69,37%) | 3 426 (61,95%)1 | 3 113 (59,75%)1 | 2 437 (63,98%)1 |
| Хрвати               | 892 (23,38%)   | 653 (11,81%)    | 586 (11,25%)    | 421 (11,05%)    |
| Срби                 | 144 (3,774%)   | 1 111 (20,09%)  | 982 (18,85%)    | 846 (22,21%)    |
| Непознато            | 84 (2,201%)    | –               | –               | –               |
| Остали               | 16 (0,419%)    | 101 (1,826%)    | 8 (0,154%)      | 22 (0,578%)     |
| Неизјашњени          | 13 (0,341%)    | –               | –               | –               |
| Босанци и Херцеговци | 6 (0,157%)     | –               | –               | –               |
| Босанци              | 5 (0,131%)     | –               | –               | –               |
| Муслимани            | 4 (0,105%)     | –               | –               | –               |
| Југословени          | 2 (0,052%)     | 239 (4,322%)    | 486 (9,328%)    | 43 (1,129%)     |
| Црногорци            | 1 (0,026%)     | –               | 28 (0,537%)     | 35 (0,919%)     |
| Албанци              | 1 (0,026%)     | –               | 5 (0,096%)      | 5 (0,131%)      |
| Турци                | 1 (0,026%)     | –               | –               | –               |
| Македонци            | –              | –               | 2 (0,038%)      | –               |

1. 1 На пописима од 1971. до 1991. Бошњаци су пописивани углавном као Муслимани.

## Знамените личности
- Мухамед Мехмедбашић, револуционар[5]
- Мустафа Голубић, револуционар[5]
- Махмуд Алихоџић[5]
- Симеон Биберџић, архимандрит
- Мак Диздар, песник
- Салко Репак, глумац